# 푸카키 호수

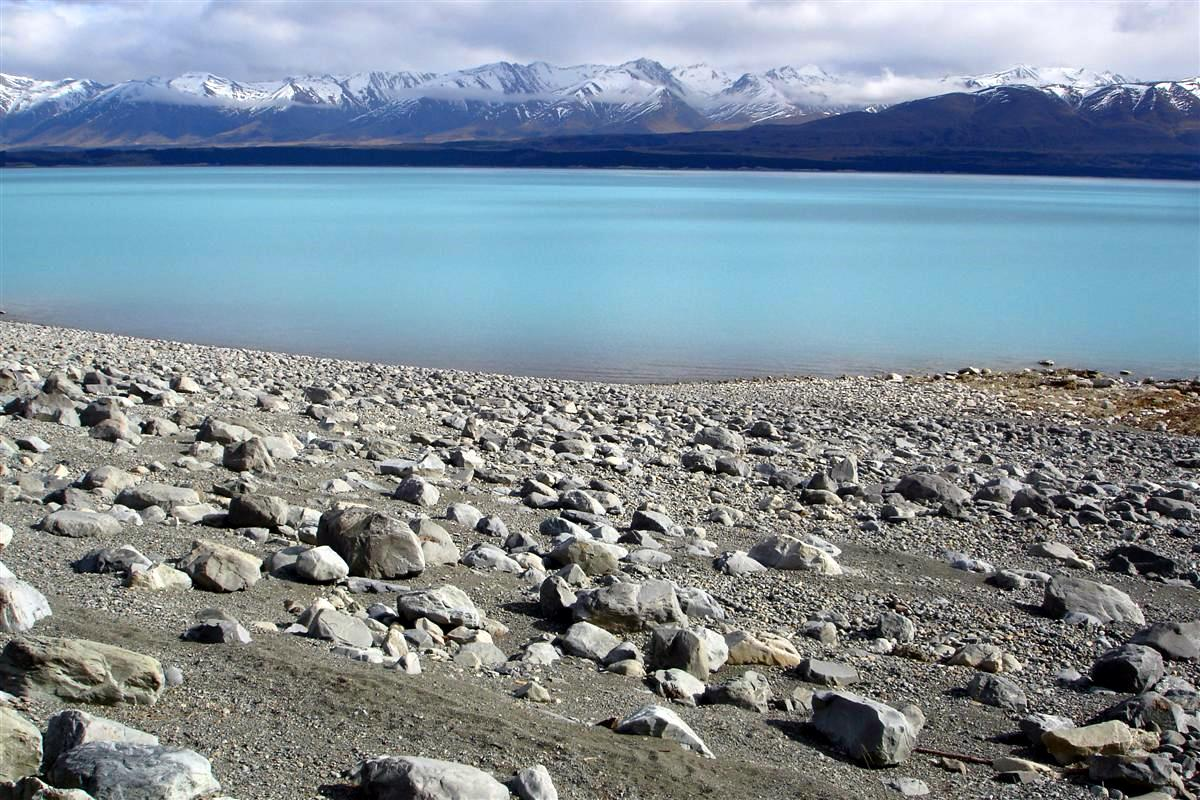
빙하가 녹아 그림 같은 색을 내는 푸카키 호수

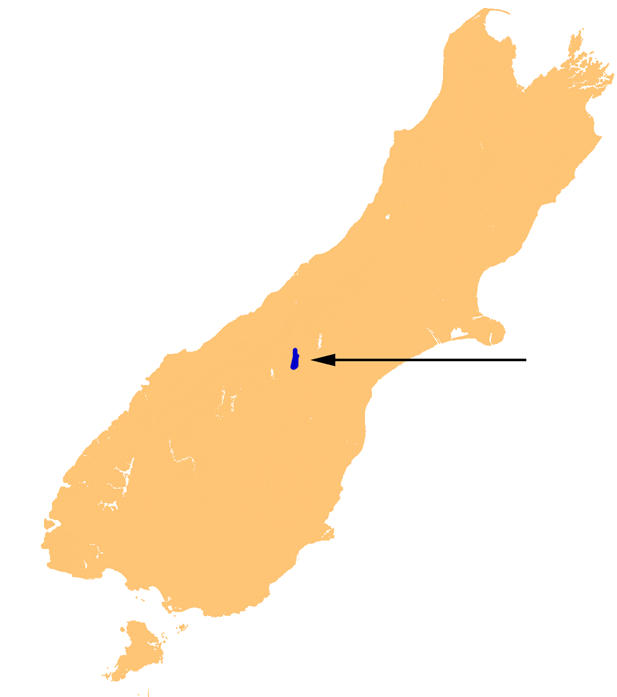
푸카키 호수의 위치

푸카키 호수(Lake Pukaki)는 뉴질랜드 남섬에 있는 호수이다. 면적은 178.7km2, 수면의 해발 518.2m~ 532m에 위치한다.

## 개요
맥켄지 분지의 북단을 따라 남북으로 뻗어있다. 이 호수와 평행하게 위치하는 3개의 고산 호수(테카포 호수와 오하우 호수) 중에서 두 번째로 큰 호수이다. 3개의 호수는 모두 빙하 호수로 후퇴하는 빙하가 각각의 골짜기를 터미널 모렌으로 막는 것에 의해 건축된(모렌 댐 호수). 빙하에서 공급되는 강물은 이 호수에 빙하 분말 (빙하에서 극도로 잘게 부서진 암석 가루)에 의해 생성되는 독특한 청색을 소개하고 있다.
이 호수는 아오라키 마운트쿡에서 발원하는 타스만 빙하와 후커 빙하를 거쳐 타스강, 후커 강에 의해 북단에서 물이 공급되고 있다. 70km 북쪽의 아름다운 산의 경관을, 남쪽에서 바람이 있다.
이 호수의 배출구는 남쪽에 있고, 푸카키 강으로 이어지고 있다. 이 호수는 와이타키 수력발전 계획의 상류에 있어서, 그 때문에 배출구 근처에 여러 댐과 운하가 있고, 운하는 이 호수 테카포 호수와 루아타니화 호수를 연결한다. 이 호수는 저수 능력을 높이기 위해 2개의 수위가 올려지고, 예전 뉴질랜드의 5 파운드 지폐에 그려진 노트 섬이 수몰했다. 현재 이 호수는 13.8 미터의 작업 범위에서 수면을 인공적으로 왔다갔다 할 수 있고 그 결과 1,600 GWh의 에너지 저장 능력을 가지고 있다. 테카포 호수 770GWh와 함께 뉴질랜드 수력 전기의 저장 능력의 절반을 넘는다.